# Панчи Сирије
Франсоа Панчи Сирије (фр. François Pantxi Sirieix; Бордо, 7. октобар 1980) бивши је француски фудбалер баскијског порекла. Играо је на позицији везног играча.